# Крлигате
Крлигате (Крљигате, код локалног становништва) (алб. Kërligatë) је насеље у општини Зубин Поток на Косову и Метохији, Република Србија. Ово је најјужније насеље у општини Зубин Поток, налази се на самој граници са општином Србица. Површина катастарске општине Крлигате на којој се налази атар насеља износи 1172 ha. Историјски и географски село Крлигате припада Дреничком крају. Најближе село је Радишево и удаљено је пар километара од Крлигата.

## Географија
Крлигате је сточарско-ратарско (27,27% аграрног ст.) сеоско насеље разбијеног типа. Налази на источним падинама Суве Планине, на самој са србичком општином. Од пута Пећ-Косовска Митровица (код Горње Клине) удаљено је око 1,5 сат хода, а од Зубиног Потока, с његове јужне стране 14 километра и око 2 сата. Село је на изворишту реке Клине, притоке Белог Дрима низводно од Горњег Стрмца.

## Историја
Крлигате се помиње у Девичком катастиху 1765. и 1770. године. Срби су напустили ово насеље за време српско-турских ратова у периоду од 1876-1878. године и населили се у Топлици. Преостало српско становништво се иселило 1880. године, када се на њихово место насељавају мухаџири из Топлице. После ослобођења ових крајева од турске власти у Балканским ратовима 1912. године, муслиманско становништво је напустило село, а њих су заменили досељеници Срби из суседних Колашинских села Јабуке, Црепуље, Брњака и Горњег Стрмца. У селу постоји гробље и црквиште на њему чији се темељи једва распознају, Остаци цркве говоре даје то била једнобродна мала грађевина. Данашње насеље обухвата и Тиниће које данас нема становника, а које је некад било самостално насеље. После ослобађања од турске власти место је у саставу Звечанског округа, у срезу митровичком, у општини црепуљској и 1912. године има 96 становника, а исте године Тиниће са засеоком Рушца има 59 становника. У периоду 1952-1955. године насеље је било у саставу Општине Шипоље у склопу Звечанског среза.
У селу је 1989. године било шест кућа, односно домаћинстава са 17 становника. Сви су чували предање да су њихови преци дошли из Црне Горе у суседна села Ибарског Колашина, а у Крлигате прешли после Балканских ратова 1912. године. Овде су живели Анђелковићи, Јеремићи, Орловићи и Савићи који су нешто раније или у новије време напустили село. Предање каже да је село добило име по крљама крчених шума. Деца су од I до IV разреда ишла у школу у суседном Перковцу у долини Црепуљске, односно Клинске реке. Ова школа је затворена 1989. године јер није било ђака. Село је добило струју 1984. године. С обзиром да се село Крлигате налази на самој граници са општином Србица и најјужније је село у општини Зубин Поток, село је често било мета напада ОВК терориста. Јула 1999. године ОВК терористи су напали и упали у село Крлигате и мало преосталог српског становништва било је приморано да се исели.

## Демографија
После Другог светског рата имају континуирано смањење укупне популације (1948. - 142, 1953. - 140, 1961. - 121 житељ итд.), а средином 1999. године преостали српски живаљ расељен је под притиском албанских шовиниста и терориста. Индекс демографског старења креће се у распону од 0,3 (1961) до 11 (1981). Становници су се водом снабдевали са уређених извора. Према проценама из 2009. године које су коришћене за попис на Косову 2011. године, ово место је ненасељено.
| Година       | 1912 | 1948 | 1953 | 1961 | 1971 | 1981 | 1991 | 2011 |
| ------------ | ---- | ---- | ---- | ---- | ---- | ---- | ---- | ---- |
| Становништво | 96   | 142  | 140  | 121  | 75   | 33   | 11   | 0    |

|  |